# タコマパーク (メリーランド州)
タコマパーク（英: Takoma Park）は、アメリカ合衆国メリーランド州のモンゴメリー郡にある都市。ワシントンD.C.の北に隣接し、ワシントン・ボルチモア・北バージニア広域都市圏に含まれる。歴史あるボルチモア・アンド・オハイオ鉄道のメトロポリタン支線沿い、ワシントンD.C.のタコマ地区に隣接している。市域が狭いため人口は少ないが、人口過密は比較的高い。非核地帯にある。
1883年に設立され、1890年には法人化された。非公式に「アザレア（つつじ）都市」と呼ばれ、アメリカ合衆国の樹木の都市となっている。選挙で選ばれる市長、および6人の委員による市政委員会によって治められ、指名された市マネジャーが日々の管理を行う、市政委員会・マネジャー方式の政府を採用している。タコマパークの住人は16歳になった時に市政選挙で投票できる。市の選挙で選挙年齢を16歳と17歳まで拡張したことでは、アメリカ合衆国で最初の都市になった。

## 歴史

### 19世紀
タコマパークは1883年にベンジャミン・フランクリン・ギルバートが設立した。最初期の計画されたヴィクトリア様式ベッドタウン郊外町であり、ワシントンD.C.のタコマ地区にあるボルチモア・アンド・オハイオ鉄道の駅を中心にしていた。温泉とトロリーパーク（アミューズメントパークの前身）という2つの性格をもっていた。
「タコマ」という名称は、セイリッシュ族インディアンの言語であるラシュートシード語で元々レーニア山の名称であり、「雪で覆われた山」を意味していた。発音は[təqʷúbəʔ] (昔は [*təqʷúməʔ])だった。設立者ギルバートの意思に応えて、1883年にワシントンD.C.の住民アイダ・サミーが「タコマ」という名前を選んだ。サミーはその言葉が、「高く上がる」あるいは「天国に近い」という意味だと信じていた。
ギルバートが最初に土地を購入したのは1884年春、G・C・グラマーの土地100エーカー (0.40 km2) を購入した時だった。この土地はロバーツチョイスと呼ばれた。この土地は鉄道駅の両側にあり、西は現在の6番通り、南はアスペン通り、東はウィロウ・アベニュー、北はタコマ・アベニューにおおよそ囲まれていた。当時、この土地の多くは深い森に覆われており、区画を引いて通りや住宅用の土地を造るために、その森が切り開かれた。設立時の区画は大半が50フィート (15 m) x 200フィート (60 m) の大きさだった。1エーカー (4,000 m2) 当たり327ドルから653ドルで売られた。1885年8月までに、タコマパークには約100人の人々が住んでおり、その中には夏の間のみの住人や、一年中恒久的に住んでいる住人もいた。ギルバート自身は石の基礎のある木製家屋に住んでおり、20の部屋と、高さ65フィート (20 m) の塔があった。
ギルバートは1886年に別の区画を購入した。その土地はおおまかにキャロル・アベニューからビッグスプリング（現在のタコマ・ジャンクション）まで、現在のウッドランド・アベニューとなっている所に囲まれていた。ギルバートはその土地をニュータコマと名付けた。その後にはジョーンズ農園とノートン農園も購入し、合わせてノースタコマと名付けた。さらにフランシス・P・ブレア、リチャード・L・T・ビール、リッグス一家からも土地を購入した。
ギルバートはタコマパークに多くの家を建てるために、建築業者のフレッド・E・ダドリーを雇った。ダドリーが建てた家の1軒がキャディ・リーの家であり、現在もパイニーブランチ道路とイースタン・アベニューの角に立っている。ダドリーの息子ウェントワースがタコマパークで生まれた最初の子供だった。
1888年までに町には75軒の家屋が建てられ、1年後の1889年には235軒まで増えていた。1889年、ギルバートはスリゴ・クリークに沿った土地数エーカーを、ボストンの医者のR・C・フラワーから購入した。これはその土地にサナトリウムを建てるためだった。この時点で、タコマパークは広さ1,500エーカー (6 km2) になっていた。
当初の家屋それぞれの譲渡証書には、その土地でアルコールを作ったり販売したりすることを禁じており、その決まりごとは1983年まで続いていた。タコマパークは1890年4月3日に町として法人化された。町で最初の選挙は1890年5月5日に行われ、ギルバートが初代町長となり、J・バンス・ルイス、ジョージ・H・ベイリー、ダニエル・スミス、フレデリック・J・ラングの4人が町政委員に選ばれた。
通りの多くは当初、アベニューと呼ばれていた。コロンビア特別区のコミッショナーが特別区全体に跨る通りの命名体系を決め、特別区側にある通りは「通り」と名付けられ、それ以外はそれまでの名前を残した。タコマ特別区のその他の通りは完全に改名された。サスケハナ・アベニューがウィッティア通りとなった。タホー通りはアスペン通りと改名された。ユマティラ通りもアスペン通りとなった。バーミリオン通りはシーダー通りとなった。ウォバッシュ通りはダリア通りに変えられた。アスピンはエルダー通りになった。マグノリア通りはイースタン・アベニューになった。

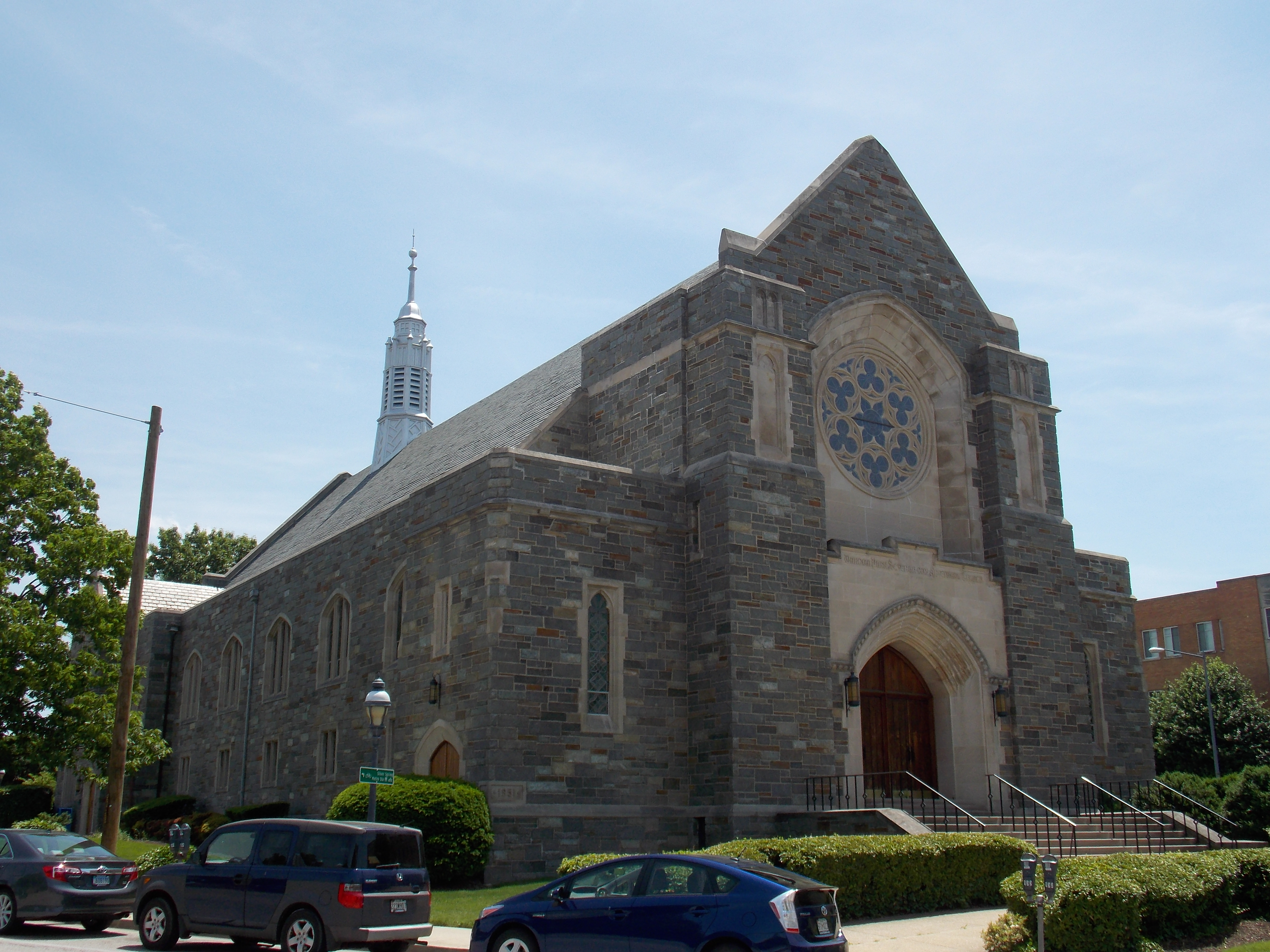
タコマパーク・セブンスデイ・アドベンチスト教会

### 20世紀初期
1904年、セブンスデー・アドベンチスト教会がタコマパークのキャロル・アベニュー、ローレル・アベニュー、ウィロウ・アベニューに沿った土地5エーカー (20,000 m2) を購入した。その土地はコロンビア特別区との境界に接するメリーランド地区の両側にあった。用途は教会、事務所ビル、印刷所、教会の顕著な会員のための住居が意図されていた。1903年、ミシガン州バトルクリークにあった教会本部の印刷所が焼けてしまった後で、その本部をワシントン地域に移転させることを決めた。教会は、より都会的な場所に移動すれば、南部州における教会の存在感を増すことになる適切な場所になるということで、この場所を決めた。教会はタコマパークのスリゴ・クリーク沿いの土地50エーカー (200,000 m2) を購入し、新しい本部を建設した。この土地はワシントンの中心街からは遠く、現在のスプリングパークにあった自然の泉から清新な水が得られた。それから長い間、タコマパークはセブンスデー・アドベンチスト教会の世界本部として機能していたが、1989年に北のシルバースプリングに移転した。

### 20世紀後半
1964年、州間高速道路70S号線、別名ノースセントラル・フリーウェイの延伸部である首都圏内ベルトウェイは、「オプション11号鉄道スリゴ東」と呼ばれるルートを通るように提案された。これはボルチモア・アンド・オハイオ鉄道に並行に4分の1マイル (400 m) 進むものであり、471軒の家を移転させる細長い土地であり、市内を2つに分割するはずだった。1960年代の半ばから後半、後の市長で公民権運動活動家のサム・アボットがこの道路の建設を差し止め、元鉄道駅のあった場所にメトロレール線と共に移すよう運動し、他の地区の集団とも協力して、ワシントンD.C.に出入りするさらに幅広い自動車専用道の体系計画を止めるよう働いた。
この議論は1960年代後半と1970年代に首都の外郭で地域や全国の政治活動で注目されるようになったときに、タコマパークの知名度を上げた。新聞の論説員は「タコマパーク人民共和国」あるいは「東のバークレー」と表現していた。
タコマパークの古い町の多くがタコマパーク歴史地区に取り込まれ、1976年にはアメリカ合衆国国家歴史登録財に指定された。
1995年以前、タコマパーク市の東側境界はプリンスジョージズ郡の中にあったので、町は2つの郡に跨り、またコロンビア特別区のタコマにも入っていた（当初の中心街がその中にあった）。タコマパークはメリーランド州に数年間ロビー活動を行い、郡境の移動を働きかけた。州は最終的にこの変更に同意し、郡を跨ぐ自治体は今後認められないという規定も加えられた。新しい市境はその選んだ郡の中に永遠にとどまることになった。1995年8月、この法の成立後、ニューハンプシャー・アベニューより北にあるプリンスジョージズ郡内の3地区住民に、タコマパーク市への併合を望むか否かを住民投票で問うた。結果は、投票総数304票のうちの賛成票211票という多数で、市への併合が認められた。
1995年11月、州が行った住民投票で、プリンスジョージズ郡内のタコマパーク市の部分がモンゴメリー郡に併合されるべきか、その他を問うた。その結果はモンゴメリー郡の中で全市が統合されることが認められた。1997ね7月1日、両郡の郡政委員会やメリーランド州議会によるその後の承認を経て、郡境はタコマパーク市がモンゴメリー郡内に含められるよう動かされた（市に併合された部分についてプリンスジョージズ郡内の変更も含む）。この手続きはユニフィケーション（一体化）と呼ばれるようになった。
1990年代と2000年代初期、市はかなりのジェントリフィケーションを経験し、アパートを含む多くの集合住宅が一世帯住宅に戻された。この動きはメリーランド・首都公園企画委員会の「逆戻り」によって奨励され、実質的に散りばめられていた多世帯住宅を排除し、一世帯用途地域を市全体に拡大し、住民が市に独自の企画局を設けるよう要求することになった。市民の大多数は賃借人であり、その多くはスリゴ・クリークを囲む高層中層のアパートに住んでいる。スリゴ・クリークは町の中に深い溝を作っている。

## 地理
タコマパーク市は大西洋中部滝線の縁にあり、丘陵が多く、多くの狭く格子状に配列された通りがある。アメリカ合衆国国勢調査局に拠れば、市域全面積は2.09平方マイル (5.41 km2)であり、このうち陸地2.08平方マイル (5.39 km2)、水域は0.01平方マイル (0.03 km2)で水域率は4.78%である。スリゴ・クリークとロングブランチ（どちらもアナコスティア川北西支流の支流）が市内を流れている。スリゴ・クリーク公園と長さ9マイル (14 km) のスリゴ・クリーク・トレイルが地域を二分している。メインストリート、キャロル・アベニュー、および主要州道である410号線/東西ハイウェイは市域内に入ると2車線に狭くなる。タコマパークは広大な硬木林冠が覆い、条例で保護されている。
タコマパーク市は北西を主要な都心部であるシルバースプリング中心街に接し、北は、モンゴメリー・カレッジのキャンパスと、フラワー・アベニューとパイニーブランチ道路沿いに住宅、アパートと小さな店舗のあるイースト・シルバースプリングに接し、北東はユニバーシティ大通り沿いにアパートとショッピング街のあるラングレーパークと接している。南東はプリンスジョージズ郡内のチラムであり、南西は州道のニューハンプシャー・アベニューとワシントンD.C.のタコマである。コロンビア特別区との境になるイースタン・アベニューで仕切られている。
イースタン・アベニューとキャロル・アベニューの角が、古い商業地区の中心である。その他に町の中心となるのは、キャロル・アベニューと州道410号線の角であり、市域の地理重心である「タコマ・ジャンクション」がある。ここには市の大きな食品生協がある。ラングレーパークのタコマ・ラングレー交差点とフラワー・ショッピング地区は、どちらも多くの移民が所有する施設がある。タコマパークの市の中心はメイプル・アベニューと州道410号線の角にある。ワシントン・アドベンチスト大学が、キャロル・アベニューとフラワー・アベニューの角にある。

### 区ごとの地区
- 第1区
  - ホッジスハイツ
  - オールドタコマ、別名フィラデルフィア・イースタン地区
  - ノースタコマ
- 第2区
  - B・F・ギルバート小区分（オールドタウンの延長）
  - グレイズウッドマナー
  - ロングブランチ・スリゴ
  - サウス・オブ・スリゴ
- 第3区
  - SS キャロル地区、サミュエル・S・キャロルが付加した後に命名[28][29]、「将軍達」通りとも呼ばれる（グラント・アベニュー、リー・アベニュー、シャーマン・アベニュー、シェリダン・アベニューがある）
  - パインクレスト
  - タコマ・ジャンクション
  - ウェストモアランド地域
- 第4区
  - メイプル・アベニュー・アパート地区
  - リッチー・アベニュー
- 第5区
  - クリークの間（大きなロングブランチ/イースト・シルバースプリングの一部、フラワー・アベニュー沿いを中心とする）
- 第6区
  - ヒルウッドマナー
  - ニューハンプシャー・ガーデンズ

## 人口動態
以下は2010年の国勢調査による人口統計データである。
| 基礎データ - 人口: 16,715 人 - 世帯数: 6,569 世帯 - 家族数: 3,904 家族 - 人口密度: 3,102.8人/km2（8,036.1人/mi2） - 住居数: 7,162 軒 - 住居密度: 1,329.5軒/km2（3,443.3軒/mi2） 人種別人口構成 - 白人: 49.0% - アフリカン・アメリカン: 35.0% - ネイティブ・アメリカン: 0.3% - アジア人: 4.4% - 太平洋諸島系: 0.1% - その他の人種: 6.5% - 混血: 4.8% - ヒスパニック・ラテン系: 14.5% | 年齢別人口構成 - 18歳未満: 22.4% - 18-24歳: 8.1% - 25-44歳: 30.8% - 45-64歳: 28.7% - 65歳以上: 10% - 年齢の中央値: 38歳 - 性比（女性100人あたり男性の人口） - 総人口: 87.3 世帯と家族（対世帯数） - 18歳未満の子供がいる: 33.6% - 結婚・同居している夫婦: 40.9% - 未婚・離婚・死別女性が世帯主: 14.2% - 非家族世帯: 40.6% - 単身世帯: 31.0% - 65歳以上の老人1人暮らし: 8.7% - 平均構成人数 - 世帯: 2.49人 - 家族: 3.12人 |

以下は2000年の国勢調査による人口統計データである。
| 基礎データ - 人口: 17,299 人 - 世帯数: 6,893 世帯 - 家族数: 3,949 家族 - 人口密度: 1,307.7人/km2（8,152. 人/mi2） - 住居数: 7,187 軒 - 住居密度: 1,307.7軒/km2（3,387.0 軒/mi2） 人種別人口構成 - 白人: 48.79% - アフリカン・アメリカン: 33.97% - ネイティブ・アメリカン: 0.44% - アジア人: 4.36% - 太平洋諸島系: 0.03% - その他の人種: 7.44% - 混血: 4.97% - ヒスパニック・ラテン系: 14.42% | 年齢別人口構成 - 18歳未満: 23.6% - 18-24歳: 8.8% - 25-44歳: 35.9% - 45-64歳: 23.0% - 65歳以上: 8.8% - 年齢の中央値: 36歳 - 性比（女性100人あたり男性の人口） - 総人口: 89.1 - 18歳以上: 85.9 世帯と家族（対世帯数） - 18歳未満の子供がいる: 30.8% - 結婚・同居している夫婦: 38.5% - 未婚・離婚・死別女性が世帯主: 14.2% - 非家族世帯: 42.7% - 単身世帯: 32.2% - 65歳以上の老人1人暮らし: 7.9% - 平均構成人数 - 世帯: 2.44人 - 家族: 3.13人 | 収入と家計 - 収入の中央値 - 世帯: 48,490米ドル - 家族: 63,434米ドル - 性別 - 男性: 40,668米ドル - 女性: 35,073米ドル - 人口1人あたり収入: 26,437米ドル - 貧困線以下 - 対人口: 10.3% - 対家族数: 8.4% - 18歳未満: 10.5% - 65歳以上: 20.5% |

## 経済
タコマパーク市の2014年包括的財務報告書に拠れば、市内の主要雇用主は次の通りである。
| 順位 | 雇用主                                          | 従業員数 |
| ---- | ----------------------------------------------- | -------- |
| 1    | ワシントン・アドベンチスト病院                  | 1,600人  |
| 2    | モンゴメリー・カレッジ                          | 523人    |
| 3    | モンゴメリー郡公共教育学区                      | 215人    |
| 4    | タコマパーク市                                  | 212人    |
| 5    | ワシントン・アドベンチスト大学                  | 163人    |
| 6    | スリゴ・クリーク・センター（医療施設）          | 133人    |
| 7    | レパブリック（レストラン）                      | 68人     |
| 8    | インターナショナル・ハウス・オブ・パンケーキ    | 54人     |
| 9    | ドン・ボスコ・クリスト・レイ高校                | 50人     |
| 10   | タコマパーク/シルバースプリング生協（食品生協） | 44人     |

## 文化

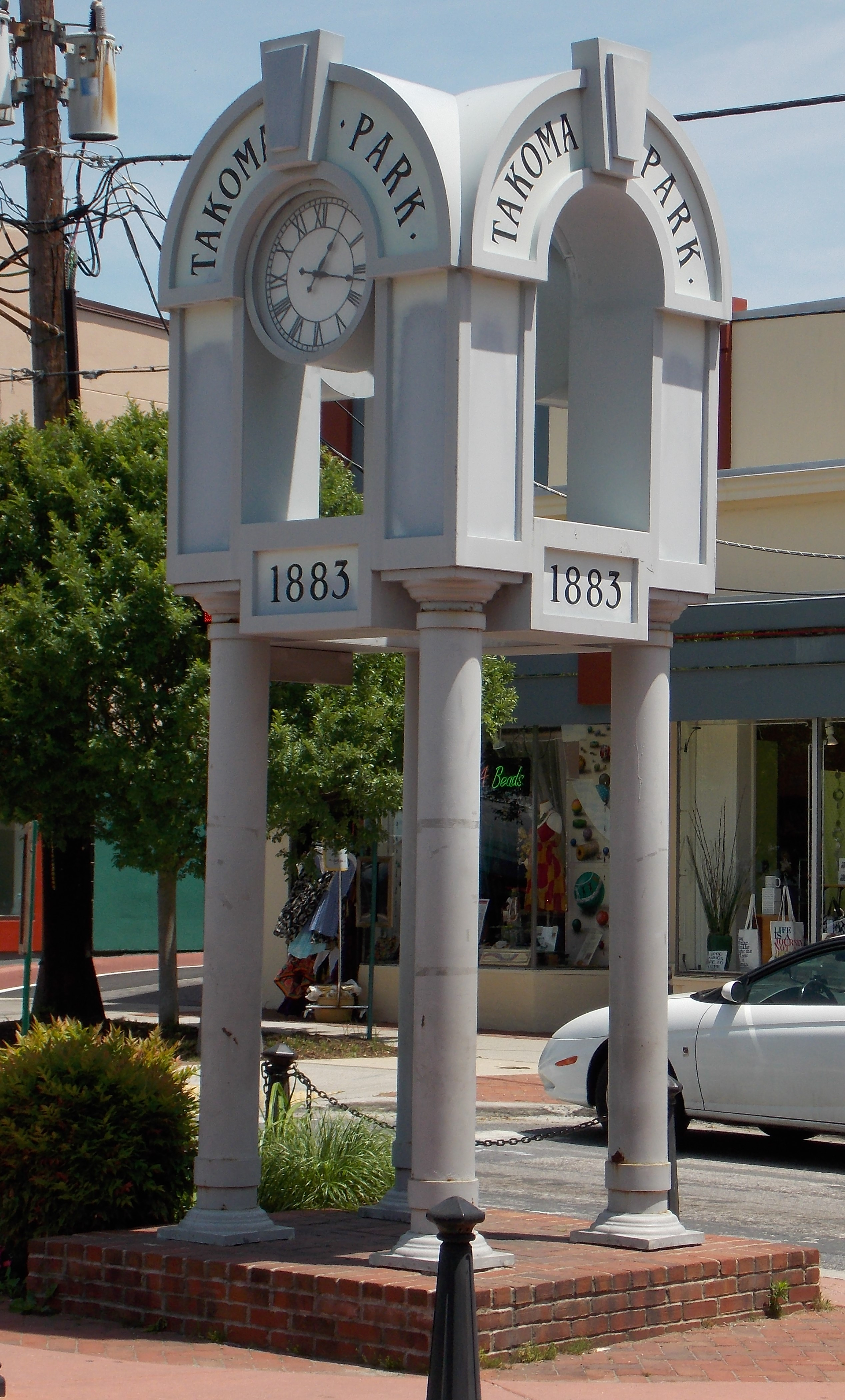
ウォード・シンクレア・プラザのタコマパーク時計

タコマパークは様々な文化行事で知られており、特にタコマパーク・フォーク・フェスティバルは大西洋岸中部地域全体から観衆を呼んでいる。
タコマパーク・フォーク・フェスティバルは市内で毎年開催される音楽祭である。元市長で公民権運動活動家だったサム・アボットが始めた1978年から続いている。世界中のミュージシャンによるコンサートを開催するほかに、幅広い民族料理や工作物で文化の多様性を祝ってもいる。
この祭りでは地元や全国的なアーティストが、ブルース、クレズマー、ブルーグラス、ケルト、ヒップホップ、伝統的なダンス音楽など世界中の幅広いジャンルの音楽を演奏する。伝統的、また前衛的フォーク音楽に特化した演奏者もいる。音楽やダンスに加えて、世界中のストーリーテラーも参加する。
タコマパークは全国的に知られたブルースのレーベルであるタコマ・レコードがあることでも知られている。これはブルース・ギター奏者のジョン・フェイヒィが始めたものであり、他の地元音楽関係団体と共に市をフォーク・ミュージシャンにとっての安息所として広めさせたものである。メアリー・チャピン・カーペンター、「スリゴ・クリーク」の作曲者アル・ペットウェイなど、地元や全国のアーティストがタコマパークとその周辺を本拠地にしている。ルート・ボーイ・スリムとゴールディ・ホーンはタコマパークの出身である。
その他の年中行事として、カウンターカルチャーのタコマパーク・ストリート祭、タコマ・ジャズフェスト、タコマパーク独立映画祭、タコマパーク独立記念日パレードがある。特に独立記念日パレードは都市圏全体の住民や近隣の政治家が参加している。このパレードには地球規模の幅広い文化を表す民族音楽一座、近隣の芸能集団、LGBTやフェアトレードを支持する団体が参加し、タコマパークの社会運動に対する歴史的評価を反映している。
中心街に直結するワシントンD.C.のタコマには、大型のアートスタジオで元は印刷所だったA・サロン・ビルがあり、ワシントン・オペラのバックステージやリハーサルセンターになっている。タコマ劇場とフラワー劇場という2つの自立型劇場が町の両端にある。リズ・ラーマンのダンス・イクスチェンジや、ハウス・オブ・ミュージカル・トラディションが設立した芸能協会であるインスティテュート・オブ・ミュージカル・トラディションも市内にある。ワシントン地域で顕著な演劇の興行主であるカイネティック・アーティストリーも市内にある。タコマ歴史博物館は地元歴史協会が建設中である。タコマ・シアター・コンサーバンシーは500席のタコマ劇場を多目的のものに改修しようとしている組織である。フェデラル・コミュニケーションズ・コミッションはヒストリック・タコマ Inc にタコマ・ラジオを建設する許可を出した。この地域を限られたラジオ局は2016年半ばに、WOWD-LP、94.3MHZ、FM局として放送を開始する予定である。
タコマパークには「キャットマン」やモーターキャット、ロスコー・ザ・ルースター、バンジョーマン、「フォックスマン」,、地元の動物の権利活動家や市の道具図書館設立者など、町の価値観と文化の感覚に貢献して来た様々な性格の人々がいる。年間を通じてファーマーズマーケットが開催され、地元の産物や家畜の肉を販売するファーマーズマーケットも2つある。
アングラ映画の制作者ニック・ゼッドはタコマパークで育ち、最初の映画を作った。

## 施設
タコマパークの元は公会堂だったサム・アボット市民センターはコミュニティ劇場およびギャラリーとして改築された。タコマパーク市役所、市民センター、タコマパーク・メリーランド図書館を含む市民センターは、2003年から2007年にコミュニティセンターに拡張された。タコマパークで育ったNBAバスケットボール選手スティーブ・フランシスからロビー活動があった後、市内の青年スポーツリーグから体育館が要請されたが、資金のメドが立たなかった。その後、小さなフェンスで囲われたバスケットボールコートがコミュニティセンターの隣に造られた。
2010年、セブンスデイ・アドベンチスト教会がワシントン・アドベンチスト病院を町の中心から近くのシルバースプリングの外郭部に移転させる許可を得た。このとき、やはり市域内にあった国際本部とアドベンチスト本と健康食品店も共に移すことになった。その後に郡の役人が、市の急峻な丘の側面にある市の消防署を近づけるあるいは移転する動きが続いた。その後の議論のために、市政委員会は古い病院の施設を「ヘルス・キャンパス」として残す運動を行った。病院は1世紀以上にわたって運営されており、教会がミシガン州バトルクリークから移って来た直後にスリゴ・クリークを見下ろすワシントン・サナトリウムとして設立された。役人は同じキャンパスに大学を保持することに成功し、ワシントン・アドベンチスト大学と改名された。
1970年代、市では、シルバースプリングの中心街に隣接する大型の古い家があるノースタコマの歴史地区にキャンパスがあったモンゴメリー・カレッジを拡張あるいは移転させる計画について議論があった。この議論は、郡が現在のキャンパスを保存し、ボルチモア・アンド・オハイオ鉄道を跨ぐ橋を建設することでシルバースプリングの中心街の方向に拡張することに合意して、解決されることになった。「タコマパーク・シルバースプリング・キャンパス」と改名され、医療、看護および芸術に特化することになった。拡張されたキャンパスにはサウスシルバースプリングにある新しい芸術センターがあり、3つの町の境界線が交わる場所に近い。ワシントン・アドベンチスト病院は今後5年以内に別の場所に移転することになる。
タコマパーク・シルバースプリング食品生協はワシントン地域で最大の食品生協である。
2000年代の後半、ワシントンD.C.タコマにあるウォルター・リード陸軍医療センターの閉鎖と、ベセスダ海軍医療センターにその機能を移すことについて、地域と全国の議論が起こった。
タコマパーク・サッカークラブはタコマパーク地域の多くの少年サッカーチームを応援している。TAPKユナイテッドはプロのブラジル人コーチ、マニルトン・サントスが指導している。このチームは成功したチームとしてタピオカ・ユナイテッドというニックネームも貰った。

## 法と政府

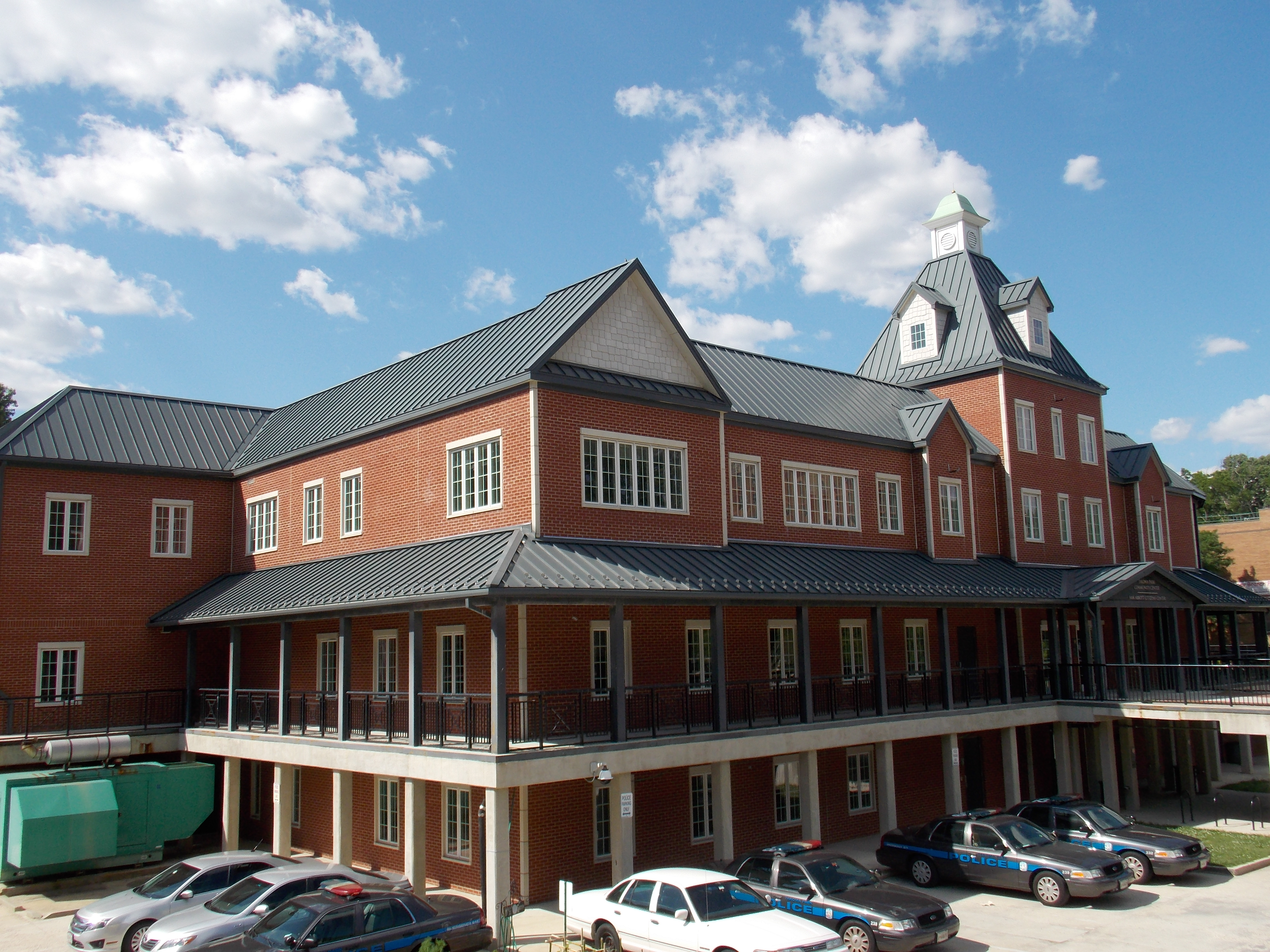
タコマパーク・コミュニティセンター

タコマパークの有権者とその選出した役人はそのリベラルとリベラル左派の価値観で知られており、それが幾つか市民法の法制化に繋がった。例えば、その自治体選挙で非アメリカ合衆国市民が投票することを認めており、投票権を付与する年齢を16歳まで下げた。市は法によってビルマ（ミャンマー）政府と商業的関係がある主体と取引を行うことを禁じてもいる。ただし、アメリカ合衆国最高裁判所がマサチューセッツ州の同様な法を違法とした後で、その既定の執行は2000年に差し止められた。2007年時点で、自由ビルマ委員会は活動していない。2008年、市フォアグラに反対する決議を全会一致で承認した。
タコマパークは、1980年代前半にヨーロッパを中心に反核運動が高まったとき、1983年に、条例で非核地帯を宣言した。カリフォルニア州バークレー、オハイオ州クリーブランドハイツ、ウィスコンシン州マディソン、アラスカ州ホーマーの各市とともに「非核地帯」として知られている。非核地帯委員会が活動しており、核武装廃棄を提唱し、市に推薦を得させる信託を受けている。従業員は核兵器の部品生産に関わった会社から物品を購入することを禁じられている。市と契約のある会社は、「核兵器またはその部品の開発、研究、製造、維持、保管、あるいは廃棄に関わって」いないという公正証書に署名を求められる。これに該当した者は過去にあった。アメリカ合衆国政府のために核兵器のプログラムを制作していた会社であるヒューレット・パッカード社が作ったコンピュータを含む図書館システムを購入していた会社が該当することになった。2018年3月には、市議会が核兵器禁止条約の順守を宣言する決議を採択した。
タコマパークは樹木の都市と認証されており、住民がその敷地にある直径8インチ (20 cm) 以上の木を切るときは、市の樹木学者から許可を得なければならない。これは市の大半の土地を覆う植林された硬木の森を保護することに貢献しており、衛星写真でも見ることができる。
タコマパークは独自の警察、公共事業部、住宅部、図書館、レクリエーション部で、認証を受けている。昔から独自の消防団と市民図書館を運営して来た。2007年まで、市は道具図書館も運営して来た。独自のコンポスト・リサイクル・プログラムやコーンを燃やすストーブのためのサイロの運営を続けている。ワシントンD.C.の外側では最も都会化した地域の1つとして、細長い区画に細長い家屋を密に開発してきており、ブロックの中央部の開発があり、多くのアパートが1989年に認められないとした郊外地地区割り法の下で、もはや認められないアパートと家屋の混合がある。消防署とその他公共施設の開発と再建は大いに議論のあるものであり、そのような施設は自動車が近づきやすい外郭に近づけ、移動させるべきという意見もある。

### 市長
タコマパークは、1人の市長と、6つの区の代表である市政委員6人で構成する市政委員会が統治している。現市長はブルース・ウィリアムズである。
これまでの歴代市長とその在任期間は以下のとおりだった。
- ベンジャミン・フランクリン・ギルバート (1890–1892年)
- エノク・マリス (1892–1894年)
- サミュエル・S・シェッド (1894年–1902年)
- ジョン・B・キニア (1902年–1906年)
- ウィルマー・G・プラット (1906年–1912年)
- スティーブンス・W・ウィリアムズ (1912年–1917年)
- ウィルマー・G・プラット (1917年–1920年)
- ジェイムズ・L・ウィルメス (1920年–1923年)
- ヘンリー・D・シズル (1923年–1926年)
- ベン・G・デイビス (1926年–1932年)
- フレデリック・L・ルートン (1932年–1936年)
- ジョン・R・アダムズ (1936年–1940年)
- オリバー・W・ヤングブラッド (1940年–1948年)
- ジョン・C・ポスト (1948年–1950年)
- ロス・H・ベビル (1950年–1954年)
- ジョージ・M・ミラー (1954年–1972年)
- ジョン・D・ロス (1972年–1980年)
- サミー・A・アボット (1980年–1985年)
- スティーブン・J・デル・ジューダイス (1985年–1990年)
- エドワード・F・シャープ (1990年–1997年)
- キャシー・ポーター (1997年–2007年)
- ブルース・ウィリアムズ (2007年から現職)

### 選挙
1991年11月5日の住民投票で、タコマパーク市憲章を改定し、非アメリカ合衆国市民が市の選挙で投票できるようにした。賛成1,199票、反対1,107票だった。
2005年の選挙では、市の選挙での即時決選投票の制度を諮問住民投票で、84%が承認した。2006年、市政委員会は即時決選投票の制度を取り込む市憲章の改定を行った。この制度を選んだことで、カリフォルニア州サンフランシスコやミシガン州ファーンデールなどまだ少数だが増えつつある国内自治体の仲間入りをした。
2009年の選挙では、光学読み取り式投票機を利用した。これは国内の公共選挙で使われたオープンソースのものとしては最初のものであり、徹底した検証可能性を持ったシステムを使った最初の例となった。
2013年、タコマパーク市は17歳と16歳に選挙権を認めたことで国内初の都市となった。
2013年の選挙では重罪確定犯人の仮釈放と保護観察者に権利を与えることについても投票が行われ承認された。

## 交通
ワシントンメトロレッドラインのタコマ駅がある。地理的にはワシントンD.C.のタコマ地区にあるが、タコマパークのダウンタウンから歩いていける距離であり多くの市民が利用している。
ニューハンプシャー・アベニューは市域内を通る唯一の6車線道路であり、ワシントンD.C.の中心部まで続き、市の東へ抜ける道路として使われている。その他の主要道路は市域内で2車線と狭くなる。州道40号線/イースト・ウェスト・ハイウェイがその1つである。パイニーブランチ道路は交通静穏化の結果として市域内では4車線から2車線に減る。ワシントンD.C.に入る主要道はジョージア・アベニューであり、シルバースプリング中心街を通る主要ターンパイクである。ブレア道路は2車線の道路だが、南に向かう6車線のノースキャピトル通りのなる。ユニバーシティ大通りは郊外ショッピング街の道路であり地域を回って北東に向かう。キャロル・アベニューはワシントン・ベルトウェイ/州間高速道路95号線インターチェンジの2マイル (3 km) 手前で終わる。
延長9マイル (14 km) のスリゴ・クリーク・トレイルは主に自転車や歩行者のレクリエーション用に使われている。レイル・トゥ・トレイル・コンサーバンシーが、ワシントンD.C.におけるレールトレイルであるメトロポリタン支線トレイルの建設推進を後援している。これはワシントンメトロのレッドラインに並行し、ワシントンユニオン駅とシルバースプリング、ベセスダを、延長12マイル (19 km) のキャピタル・クレセント・トレイルで繋ぎ、自転車通勤に使うことを目指している。

## 教育

### 初等中等教育

#### 公立学校
タコマパーク市の公共教育はモンゴメリー郡公共教育学区が管轄している。

##### 小学校
市内にある小学校は次のものがある。
- パイニーブランチ小学校[54]、3年生から5年生
- ローリング・テラス小学校[55]、幼稚園前から5年生
- スリゴ・クリーク小学校[56]、幼稚園から5年生
- タコマパーク小学校[57]、幼稚園前から2年生

タコマパーク住人の大半はタコマパーク小学校とパイニーブランチ小学校の校区に入っている。スリゴ・クリーク小学校の校区には、タコマパークに住む児童生徒が入っていない。この小学校ではくじ引きにより、モンゴメリー郡全ての家庭にフランス語集中過程を教えている。

##### 中学校
市内にある中学校は次のものがある。
- シルバースプリング中学校[59]
- タコマパーク中学校（タコマパーク住人の大半がタコマパーク中学校の校区に入る）

##### 高校
市域全てがモンゴメリー・ブレア高校の校区に入っている。
タコマ・アカデミーは私立高校であり、タコマパーク市内にあり、アドベンチスト教育体系に属している。
ダウンカウンティ・コンソーシアムがあり、生徒はケネディ高校、ノースウッド高校、アインシュタイン高校、ホイートン高校の4校のうち1つに入学する機会が与えられる。

### 高等教育機関
- ワシントン・アドベンチスト大学、私立教養系大学
- モンゴメリー・カレッジ（タコマパーク/シルバースプリング・キャンパス）、2年制カレッジ

## 近郷にある図書館
- タコマパーク・メリーランド図書館、メリーランド州郊外部にある数少ない市立図書館の1つ
- タコマパーク図書館、コロンビア特別区公共図書館体系の1つ、ワシントンD.C.では最初の地区図書館であり、カーネギー図書館でもある[60]
- ロングブランチ図書館、シルバースプリングにあり、モンゴメリー郡公共図書館の1つ